# Droga międzynarodowa E7 (Polska)
Droga międzynarodowa E7 – byłe oznaczenie drogi w Polsce w latach 1962–1985, prowadzącej od przejścia granicznego w Cieszynie z Czechosłowacją do Warszawy. Na odcinku Warszawa – Kraków – Głogoczów była nazywana Traktem Krakowskim.
Droga E7 była częścią trasy europejskiej E7 o przebiegu: Rzym – Orte – Perugia – Cesena – Forli – Bolonia – Ferrara – Padwa – Mestre – Cervignano – Udine – Tarvis – Villach – Bruck an der Mur – Wiedeń – Drasenhofen – Brno – Ołomuniec – Czeski Cieszyn – Kraków – Radom – Warszawa.
Na przełomie lat 70. i 80. XX w. opracowano nowy system numeracji. Za następcę E7 można uznać E77, o niemal identycznym przebiegu w Polsce, jednak wydłużoną na północ i obejmującą zasięgiem Rosję i kraje bałtyckie (Litwę, Łotwę i Estonię), zaś na południu poprowadzono ją przez terytorium Słowacji i Węgier. W 1985 roku Polska przyjęła nowy system numeracji dróg międzynarodowych, a 14 lutego 1986 r. zaczął obowiązywać nowy wykaz dróg krajowych. Trasy europejskie otrzymały numery krajowe używane zamiennie (równolegle) z międzynarodowymi. Trasa E77 otrzymała numer 7, który co do podstawowej zasady obowiązuje do dziś.
Obecnie polski odcinek posiada następujące oznaczenia krajowe:
| Numer | Przebieg |
| ----- | --- |
| S52   | Cieszyn – Bielsko-Biała |
| 52    | Bielsko-Biała – Głogoczów |
| 7     | - Głogoczów – Lubień - Lubień – Kraków - Kraków – Widoma - Szczepanowice – Moczydło - Grójec – Warszawa                        |
| S7    | - Głogoczów – Lubień - Moczydło – Jędrzejów - Jędrzejów – Chęciny - Chęciny – Skarżysko-Kamienna - Skarżysko-Kamienna – Grójec |

## Historyczny przebieg E7
- województwo bielskie
  - Cieszyn-Boguszowice  – granica z Czechosłowacją
  - Cieszyn  E16 
  - Skoczów
  - Bielsko-Biała
  - Kęty
  - Andrychów
  - Wadowice  221 
  - Kalwaria Zebrzydowska

- województwo krakowskie
  - Głogoczów  T7 [a]
  - Kraków  E22   E22a   217 
  - Słomniki
- województwo kieleckie
  - Miechów  219 
  - Jędrzejów  234 
  - Chęciny
  - Kielce  125   126   128 
  - Skarżysko-Kamienna

- województwo radomskie
  - Szydłowiec
  - Radom  29   28  /  T12 [b]  30 
  - Białobrzegi
  - Grójec  27

- województwo warszawskie
  - Janki  E82 
  - Warszawa  E8   E12   E81   11   120   121

### Przebieg w Krakowie
- lata 70.[4]

ul. Zakopiańska – ul. Wadowicka
odcinek wspólny z drogą międzynarodową E22
ul. Konopnickiej – most Dębnicki – al. Krasińskiego

al. Mickiewicza – al. J. Słowackiego – ul. Kamienna – al. 29 Listopada

### Przebieg w Warszawie
- lata 60. i I połowa lat 70.[5][6]:

odcinek wspólny z drogą międzynarodową E82
al. Krakowska – ul. Grójecka – pl. Narutowicza – ul. Grójecka – pl. Zawiszy – al. Jerozolimskie do skrzyżowania z ulicą Marchlewskiego i ulicą Chałubińskiego.